# Arturo Tosi

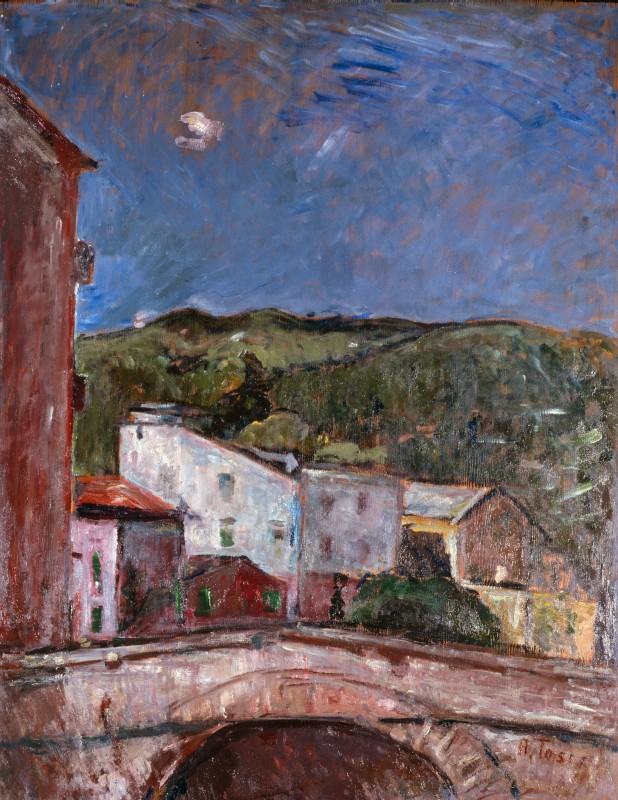
Paesaggio con ponte, 1933 ca. (Fondazione Cariplo)

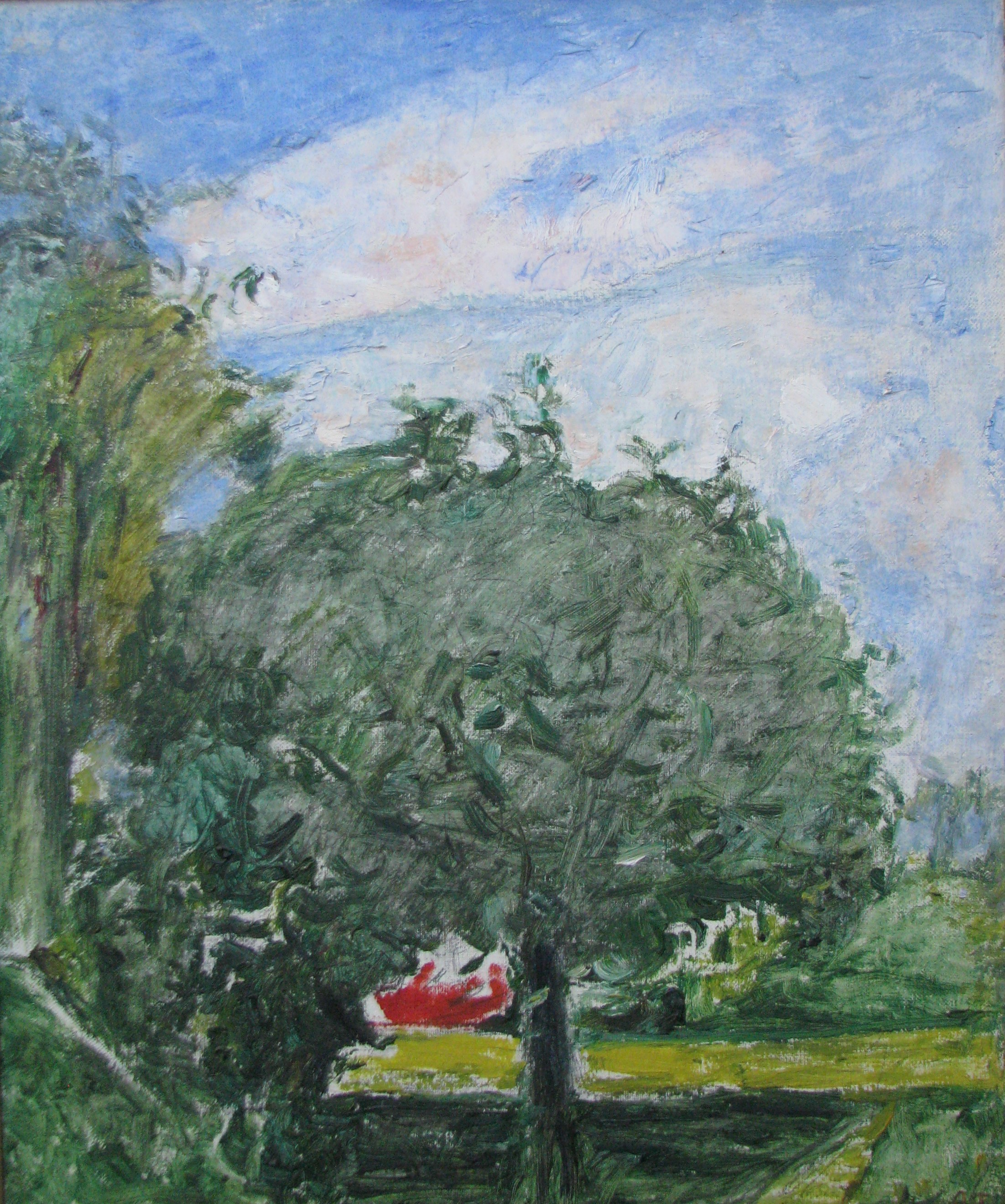
Paesaggio 1948 60 x 50 cm. (Collezione privata)

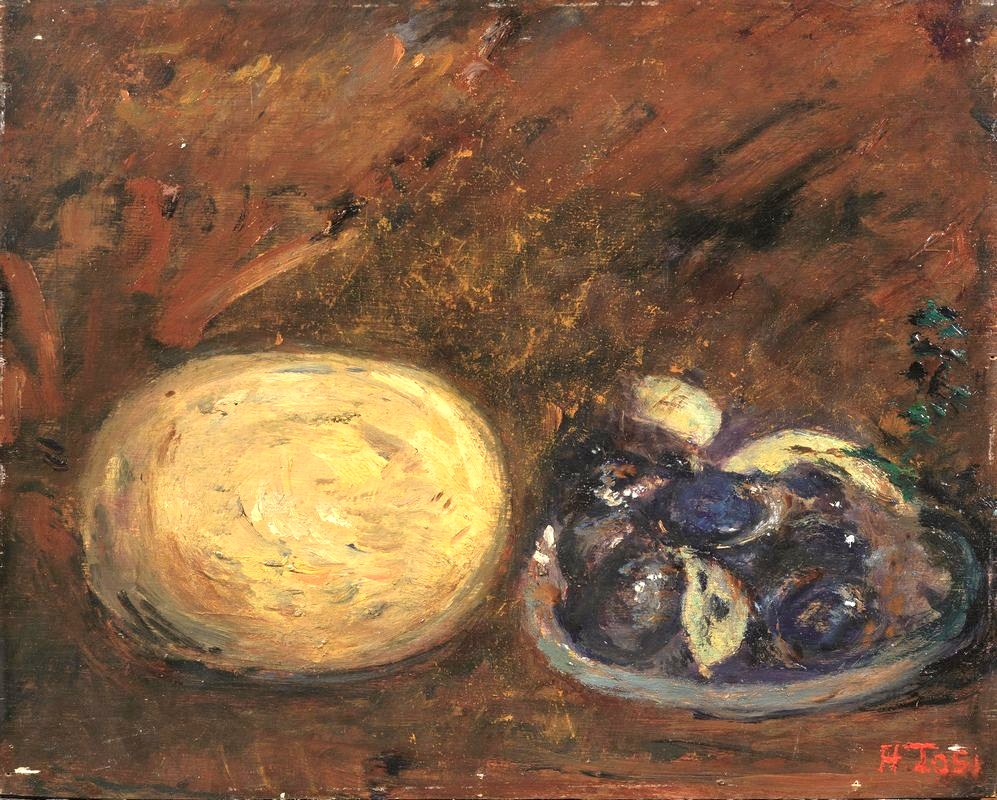
Natura Morta 1940 c. 32x39 cm. (collezione privata)

Arturo Tosi (Busto Arsizio, 25 luglio 1871 – Milano, 3 gennaio 1956) è stato un pittore italiano.

## Biografia
Nato da una famiglia di industriali, studia alla Scuola Libera di Nudo a Brera e poi, per due anni, con Adolfo Feragutti Visconti, formandosi nel clima della Scapigliatura sulle opere di Daniele Ranzoni e Tranquillo Cremona.
Nel 1891 esordisce alla Permanente di Milano col dipinto Testa di bambina ammalata. Nel 1909 partecipa, per la prima volta, alla Biennale di Venezia nella quale sarà presente fino al 1954; nel 1911, espone a Monaco di Baviera ed è presente all'Esposizione Internazionale di Roma.
La conoscenza dell'opera di Cézanne, del 1920, lo indirizza verso la pittura del paesaggio en plein air.
Nel 1922 è premiato con medaglia d'oro dal Ministero della Pubblica Istruzione ed espone alla "Fiorentina Primaverile" una serie di paesaggi, Poesia di verde; nel 1923 espone alla Galleria Pesaro di Milano, nel 1924 partecipa a Bruxelles alla mostra L'Art Italien au Cercle Artistique, nel 1925 è tra i fondatori della corrente artistica "Novecento", partecipando alle mostre della Permanente a Milano nel 1926 e nel 1929.
Nel 1926 espone a Brighton, nel 1927 a Zurigo, Lipsia, Amsterdam e Ginevra, nel 1929 a Berlino e a Parigi, nel 1930 a Basilea, Buenos Aires e Berna, nel 1931 a Stoccolma, Baltimora e Monaco, nel 1933 a Stoccarda, Kassel, Colonia, Berlino, Dresda e Vienna.
Dal 1928, alla Permanente di Milano, è membro del comitato d'onore, presieduto dal ministro Bottai, delle mostre del Sindacato regionale fascista della Lombardia. Nel 1931 ottiene il premio della fondazione Crespi alla I Quadriennale di Roma e, a Parigi, il Grand Prix della pittura dove torna nel 1937, per partecipare all'Esposizione mondiale; nel 1941 e nel 1942 espone al III e IV Premio Bergamo.
Nel 1949-1950, Tosi aderisce al progetto della importante collezione Verzocchi, sul tema del lavoro, inviando, oltre ad un autoritratto, l'opera Terre arate. La collezione Verzocchi è attualmente conservata presso la Pinacoteca Civica di Forlì.
Nel 1951 il Comune di Milano gli dedica una mostra antologica premiandolo con una medaglia d'oro. Alla sua morte, la Biennale di Venezia gli dedica una mostra commemorativa, esponendo sessanta opere.
Massone, fu iniziato nel 1911 nella Loggia "Cisalpina - Carlo Cattaneo" di Milano, appartenente  al Grande Oriente d'Italia, in una lettera di Giovanni Lentini il Giovane  al Gran Maestro Ettore Ferrari del 13 febbraio 1913  fu proposto come membro di un'associazione chiamata "Famiglia artistica", costituita da fratelli artisti.
È sepolto nella tomba di famiglia nel cimitero di Rovetta. Suoi dipinti sono conservati nei Musei d'Arte Moderna di tutto il mondo.
Gli è stato dedicato anche il Liceo scientifico statale di Busto Arsizio.

## Mostre
Nel 2015 la Galleria d'arte moderna (Firenze) di Palazzo Pitti gli ha dedicato una mostra curata da Maddalena Paola Winspeare e Simonella Condemi. Le sue nature morte hanno fatto da pendant a quelle di alcuni artisti – presenti nelle collezioni della Galleria – che hanno condiviso il suo percorso culturale.